# Baryš (fiume)
Il Baryš (in russo Барыш?) è un fiume della Russia europea centrale (oblast' di Ul'janovsk), affluente di destra della Sura (bacino idrografico del Volga).
Il fiume scorre lungo le alture del Volga in direzione generalmente settentrionale o nord-occidentale. Nell'altro corso tocca l'omonima città di Baryš. Sfocia nel fiume Sura a 320 km dalla foce. Ha una lunghezza di 247 km, l'area del suo bacino è di 5 800 km². Gela da novembre ad aprile.